# Thomas County (Nebraska)
Thomas County ist ein County im Bundesstaat Nebraska der Vereinigten Staaten. Der Verwaltungssitz (County Seat) ist Thedford, das wahrscheinlich nach der gleichnamigen Stadt in England benannt wurde.

## Geographie
Das County liegt nordwestlich des geographischen Zentrums von Nebraska und hat eine Fläche von 1848 Quadratkilometern, wovon 2 Quadratkilometer Wasserfläche sind. Es grenzt im Uhrzeigersinn an folgende Countys: Cherry County, Blaine County, Logan County, McPherson County und Hooker County.

## Geschichte
Thomas County wurde 1887 gebildet. Benannt wurde es nach General George H. Thomas.
Ein Bauwerk des Countys ist im National Register of Historic Places eingetragen (Stand 12. Februar 2018), die
Bessey Nursery.

## Demografische Daten

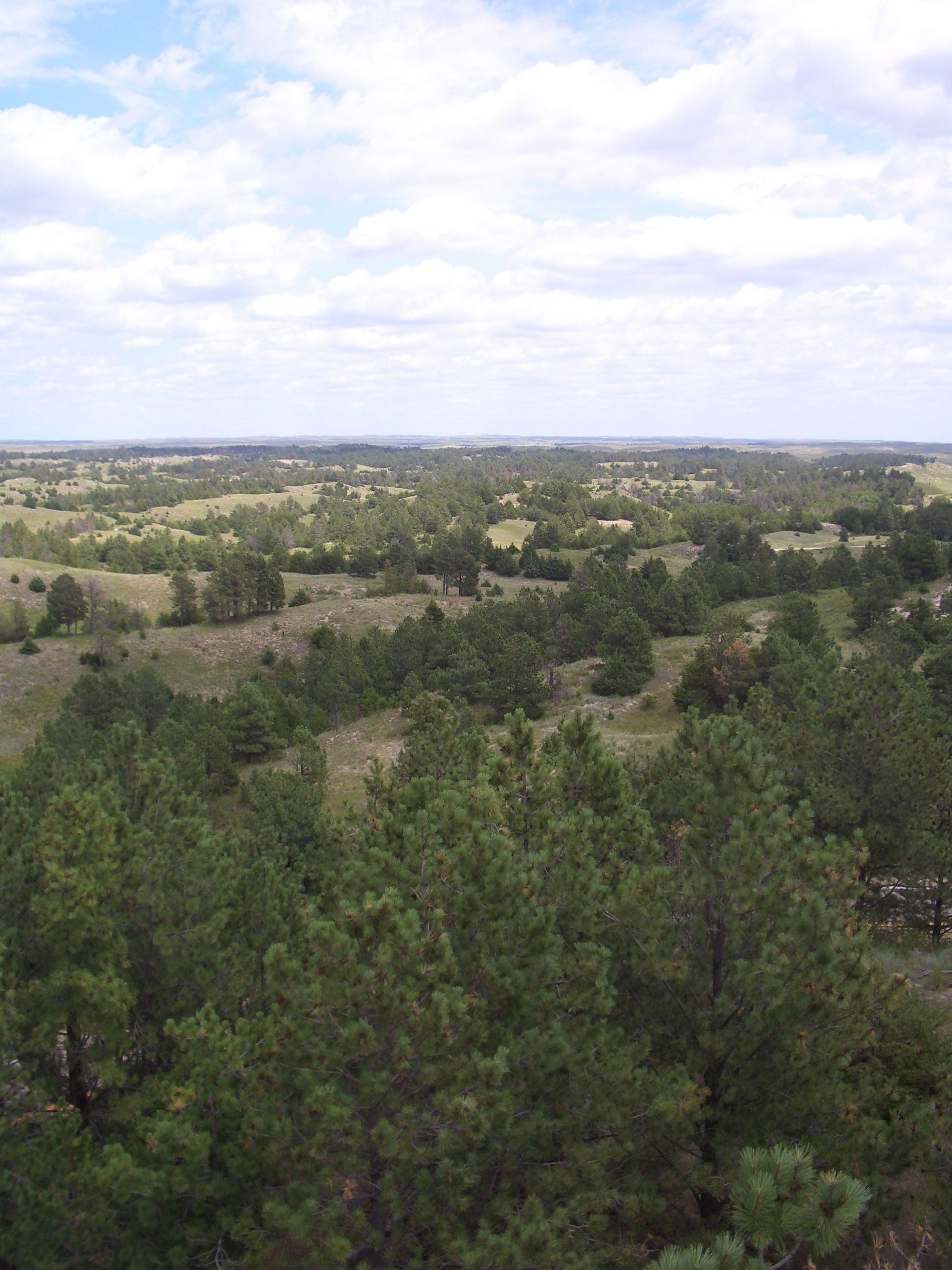
Nebraska National Forest

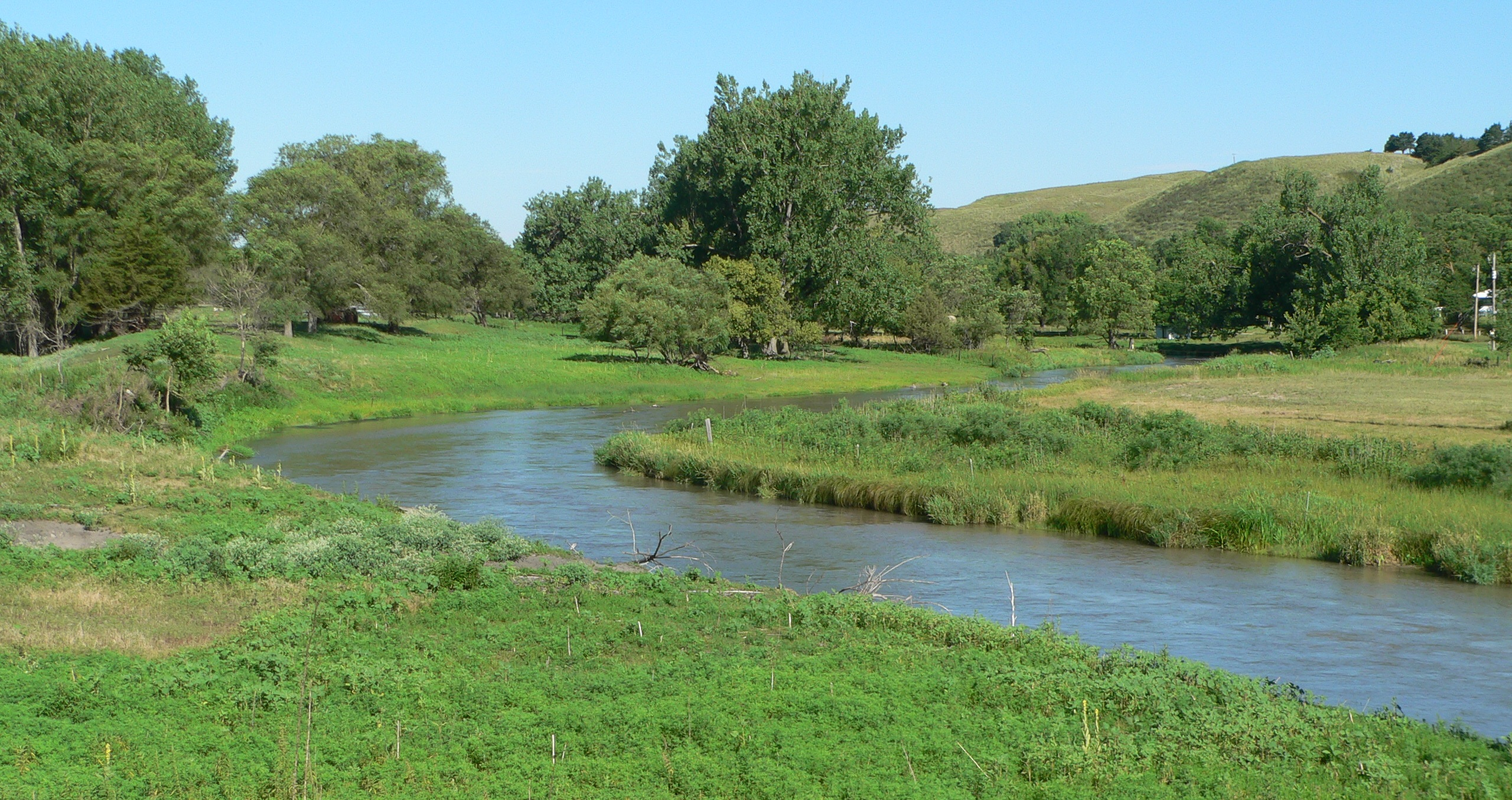
Middle Loup River

Nach der Volkszählung im Jahr 2000 lebten im Thomas County 729 Menschen in 325 Haushalten und 216 Familien. Die Bevölkerungsdichte betrug 0,4 Einwohner pro Quadratkilometer. Ethnisch betrachtet setzte sich die Bevölkerung zusammen aus 99,5 Prozent Weißen und 0,3 Prozent amerikanischen Ureinwohnern; 0,3 Prozent stammten von zwei oder mehr Ethnien ab. 0,8 Prozent der Bevölkerung waren spanischer oder lateinamerikanischer Abstammung.
Von den 325 Haushalten hatten 27 Prozent Kinder und Jugendliche unter 18 Jahre, die bei ihnen lebten. 61 Prozent waren verheiratete, zusammenlebende Paare, 4 Prozent waren allein erziehende Mütter, 34 Prozent waren keine Familien, 31 Prozent waren Singlehaushalte und in 17 Prozent lebten Menschen im Alter von 65 Jahren oder darüber. Die Durchschnittshaushaltsgröße betrug 2,24 und die durchschnittliche Familiengröße lag bei 2,84 Personen.
Auf das gesamte County bezogen setzte sich die Bevölkerung zusammen aus 23,6 Prozent Einwohnern unter 18 Jahren, 4,4 Prozent zwischen 18 und 24 Jahren, 23,9 Prozent zwischen 25 und 44 Jahren, 27,8 Prozent zwischen 45 und 64 Jahren und 20,3 Prozent waren 65 Jahre alt oder darüber. Das Durchschnittsalter betrug 44 Jahre. Auf 100 weibliche Personen kamen 99,7 männliche Personen. Auf 100 Frauen im Alter von 18 Jahren oder darüber kamen statistisch 90,8 Männer.
Das jährliche Durchschnittseinkommen eines Haushalts betrug 27.292 USD, das Durchschnittseinkommen der Familien betrug 36.618 USD. Männer hatten ein Durchschnittseinkommen von 25.662 USD, Frauen 20.577 USD. Das Prokopfeinkommen betrug 15.335 USD. 13,6 Prozent der Familien und 14,3 Prozent der Bevölkerung lebten unterhalb der Armutsgrenze. Darunter waren 21,3 Prozent der Kinder und Jugendlichen unter 18 Jahren und 17,3 Prozent der Senioren ab 65 Jahren.

## Orte im County
- Halsey
- Natick
- Norway
- Seneca
- Thedford